# Yago Lamela
Santiago (Yago) Lamela Tobío (Avilés, 24 juli 1977 – aldaar, 8 mei 2014) was een Spaanse verspringer. Hij werd Ibero-Amerikaans kampioen, meervoudig Spaans kampioen en Europees kampioen voor neosenioren in deze discipline. Hij had vanaf 1999 tot 2009 het Europese record bij het verspringen in handen. Daarnaast was hij ook een goed hink-stap-springer.

## Loopbaan
In 1996 kwalificeerde Lamela zich voor de wereldkampioenschappen voor junioren in Sydney. Hier greep hij met een vierde plaats net naast de medailles. Twee jaar later behaalde hij zijn eerste successen door naast de Spaanse titel ook die op de Ibero-Amerikaanse kampioenschappen te winnen.
Zijn grootste prestaties leverde Yago Lamela in 1999. Hij begon het jaar met het winnen van een zilveren medaille op de wereldindoorkampioenschappen in het Japanse Maebashi. Hier leverde hij een spannende strijd tegen de Cubaan Iván Pedroso. Eerst verbeterde hij het Spaanse record van 8,27 naar 8,40 m en in zijn laatste sprong verbeterde hij zelfs het Europese record naar 8,56. Hiermee evenaarde hij eveneens het wereldrecord voor neo-senioren, dat sinds 16 januari 1982 in handen is van Carl Lewis. Pedroso won uiteindelijk voor de vierde maal de wereldindoortitel door in zijn laatste poging 8,62 te springen. Op de wereldkampioenschappen in het Spaanse Sevilla later dat jaar was zijn 8,40 goed voor een zilveren plak.
Op de Olympische Spelen van 2000 in Sydney kwam hij bij het verspringen als negentiende niet door de kwalificatieronde, maar vier jaar later behaalde hij op de Olympische Spelen van 2004 in Athene met 7,94 een elfde plaats in de finale, na in de voorrondes eerder een beste seizoenprestatie van 8,06 gesprongen te hebben.
Lamela studeerde computertechniek aan de Universiteit van Oviedo.
Hij werd op 8 mei 2014 dood aangetroffen in zijn huis. Als doodsoorzaak werd gedacht aan zelfmoord, maar is een hartaanval vastgesteld. Lamela werd 36 jaar oud.

## Titels
- Ibero-Amerikaans kampioen verspringen - 1998
- Spaans kampioen verspringen - 1998, 1999, 2000, 2003
- Spaans indoorkampioen verspringen - 1999, 2003, 2004
- Europees kampioen U23 verspringen - 1999

## Persoonlijke records
Outdoor
| Onderdeel          | Prestatie          | Datum        | Plaats                |
| ------------------ | ------------------ | ------------ | --------------------- |
| verspringen        | 8,56 m (nat. rec.) | 24 juni 1999 | Turijn                |
| hink-stap-springen | 16,72 m            | 26 juli 1998 | Castellón de la Plana |

Indoor
| Onderdeel          | Prestatie                 | Datum        | Plaats       |
| ------------------ | ------------------------- | ------------ | ------------ |
| verspringen        | 8,56 m (ex-AR; nat. rec.) | 7 maart 1999 | Maebashi     |
| hink-stap-springen | 16,20 m                   | 8 maart 1997 | Indianapolis |

## Palmares

### verspringen
- 1996: 4e WJK - 7,73 m
- 1998:  Ibero-Amerikaanse kamp. - 8,12 m
- 1998:  Spaanse kamp. - 7,88 m
- 1999:  Spaanse indoorkamp. - 8,19 m
- 1999:  WK indoor - 8,56 m
- 1999:  EK U23 - 8,36 m
- 1999:  Spaanse kamp. - 8,10 m
- 1999:  WK - 8,40 m
- 1999:  Europacup B - 8,00 m
- 2000:  Spaanse kamp. - 7,86 m
- 2002:  EK indoor - 8,17 m
- 2002:  EK - 7,99 m
- 2002:  Wereldbeker - 8,11 m
- 2003:  Spaanse indoorkamp. - 8,28 m
- 2003:  Europese Indoorcup - 8,09 m
- 2003:  WK indoor - 8,28 m
- 2003:  Spaanse kamp. - 8,06 m
- 2003:  WK - 8,22 m
- 2003:  Europacup - 7,96 m
- 2003: 5e Wereldatletiekfinale - 8,00 m
- 2004:  Spaanse indoorkamp. - 7,78 m
- 2004: 11e OS - 7,98 m